# Гінтергорнбах
Гінтергорнбах (нім. Hinterhornbach) —  громада округу Ройтте у землі Тіроль, Австрія.
Гінтергорнбах лежить на висоті  1101 м над рівнем моря і займає площу  50,56 км². Громада налічує 98 мешканців. 
Густота населення 2/км².  
|                                        |
| Гінтергорнбах на мапі округу та землі. |

 Адреса управління громади: Hinterhornbach 18, 6646 Hinterhornbach. 

## Виноски
1. ↑  Dauersiedlungsraum der Gemeinden Politischen Bezirke und Bundesländer - Gebietsstand 1.1.2018 — Статистичне управління Австрії.
2. ↑  https://www.statistik.at/blickgem/blick1/g70815.pdf

| Австрія | Це незавершена стаття з географії Австрії. Ви можете допомогти проєкту, виправивши або дописавши її. |